# Georg Hillmar
Georg Otto Hillmar (Berlijn, 10 oktober 1876 - aldaar, 12 december 1911) was een Duits turner.

## Belangrijkste resultaten
Hillmar won tijdens de Olympische Zomerspelen 1896 de gouden medaille met het team op de rekstok en op de brug. Individueel behaalde Hillmar geen medailles. Hillmar werd vanwege zijn deelname aan de spelen door de Duitse bond uitgesloten van deelname aan nationale wedstrijden.

### Olympische Zomerspelen
| Jaar | Plaats | Resultaten |
| ---- | ------ | --- |
| 1896 | Athene | rekstok team · brug team · deelgenomen paard voltige · deelgenomen sprong · deelgenomen brug · deelgenomen rekstok · |